# Володимир Крижановський
Володимир Крижановський (пол. Włodzimierz Krzyżanowski) гербу Свинка (нар. 8 липня 1824 — пом. 31 січня 1887) — польський генерал, політик, двоюрідний брат Фридерика Шопена.

## Біографія
Народився 8 липня 1824 року в Рожнові, в родині польських патріотів. По смерті батька Крижановський потрапив до рідних у Познань. Після поразки в антипруському повстанні 1846 року, в якому він узяв участь, емігрував спочатку до Гамбургу, а потім до Нью-Йорку.
У 1860 році на виборах Президента США він підтримав кандидатуру Авраама Лінкольна. З початком громадянської війни зголосився добровольцем до війська і організував загін польських емігрантів, який відбив від м.Вашингтон перші атаки конфедератів. Після цього в Нью-Йорку розпочав вербувати польських емігрантів до 58-го Нью-йоркського добровольчого піхотного полку (Польського легіону). Був підвищений до ступеня полковника і призначений командиром легіону.

Родовий герб В.Крижановського

Легіон брав активну участь у бойових діях: битва при Крос-Кейс, долина Шенандоа, друга битва під Бул Ран, битва під Чанселорсвіллом, особливо відзначився в битві під Геттісбургом. 2 березня 1885 року В. Крижановський був підвищений до ступеня генерала.
Після війни працював на різних посадах у податкових та фінансових структурах у різних штатах.
У 1867 році В. Крижановський, як чиновник Департаменту казни США, брав безпосередню участь у перемовинах з Російською імперією щодо продажу Аляски.
Помер 31 січня 1887 року в Нью-Йорку і був похований на цвинтарі Грінвуд у Брукліні. У 1937 році з нагоди 50-ї річниці смерті перепохований на Арлінгтонському національному цвинтарі.